# Wybory powszechne w Gwatemali w 2011 roku
Wybory powszechne w Gwatemali w 2011 roku – wybory zorganizowane w Gwatemali dniach 11 września (wybory parlamentarne i I tura wyborów prezydenckich), oraz 6 listopada (II tura wyborów prezydenckich). Pierwszą oraz drugą turę wygrał emerytowany generał, przewodniczący Partii Patriotycznej – Otto Pérez Molina, z kolei wybory parlamentarne wygrała jego partia.
Kadencja prezydenta Gwatemali trwa cztery lata i głowa państwa pełniąca zarazem funkcje premiera nie może ubiegać się o reelekcję. Ustępujący prezydent to Álvaro Colom.
W pierwszej turze wyborów o fotel prezydenta ubiegało się 10 kandydatów. Najwięcej głosów poparcia uzyskał Otto Pérez Molina (36,10%). Do drugiej tury dostał się także Manuel Baldizón z partii Odnowa Demokratycznej Wolności (LIDER) (22,68%). Na trzecim miejscu znalazł się Eduardo Suger - 16,62%. Frekwencja wyborcza wyniosła 68,41%.
W wyborach do parlamentu wybierano 158 deputowanych. Do kongresu dostało się 11 partii, gdyż w wyborach nie obowiązywał próg wyborczy. Partia Patriotyczna (PP) zdobyła 56 mandatów (26,62%), Nadzieja Jedności Narodowej (UNE) skończyła wybory z 48 mandatami (22,57%) tracąc tym samym większość w parlamencie. Nacjonalistyczna Unia Zmian (UCN) zdobyła 14 miejsc w Kongresie (9,50%), tyle samo co czwarta partia LIDER (8,87%).
II turę wyborów prezydenckich wygrał Otto Pérez Molina (53,74%), pokonując Manuela Baldizóna (46,26%). Frekwencja wyborcza wyniosła 60,83%. Molina został pierwszym prezydentem, jako wojskowy w stanie spoczynku po zakończeniu ponad 30-letniej wojny domowej w 1992. Molina obiecał wysłać wojsko na ulice do walki z gangami narkotykowymi, tak jak obiecywał podczas kampanii wyborczej. Obiecał też zbudowanie nowego centralnego więzienia. Molina został zaprzysiężony 14 stycznia 2012.